# Tate Ellington
James Tate Ellington (* 1979, Madison, Mississippi, USA) je americký herec. Objevil se ve filmech jako The Elephant King (2006) a Nezapomeň na mě (2010) a v seriálech jako Dobrá manželka, Mrcha od vedle, Shameless. V roce 2009 si zahrál v broadwayské produkci hry The Philanthropist, po boku Matthewa Brodericka. Proslavil se rolí FBI rekruta Simona Ashera v thrillerovém seriálu stanice ABC Quantico. Během let 2017–2018 hrál Noaha Morgenthaua v seriálu NBC The Brave.

## Životopis
Narodil se v Madisonu v Mississippi, je synem Deborah (rozené Cochran) a Jamese R. Ellingtona, kteří vlastní stavební společnost. Studoval střední soukromou školu Madison-Ridgeland Academy v Madisonu, kde odmaturoval v roce 1997. Na střední hrál tři roky ve fotbalovém týmu.
Po maturitě se vydal studovat umění a divadlo na University of Mississippi, poté co odmítl stipendium na vysoké škole umění a designu Savannah College.

## Osobní život
20. května 2012 si vzal Chrissy Fiorilli v Shereveportu v Louisianě.

## Filmografie
| Rok  | Název                                           | Role            | Poznámky            |
| ---- | ----------------------------------------------- | --------------- | ------------------- |
| 2004 | Ariana                                          | Karl            | krátkometrážní film |
| 2004 | Lower East Side                                 | —               | krátkometrážní film |
| 2005 | You Are Alone                                   | Mike            |                     |
| 2006 | The Elephant King                               | Oliver Hunt     |                     |
| 2007 | Descent                                         | George          | (nekreditován)      |
| 2008 | Red                                             | Prodejce zbraní |                     |
| 2009 | Breaking Upwards                                | Brian           |                     |
| 2009 | Umění lhát                                      | Číšník          |                     |
| 2009 | Red Hook                                        | Gavin           |                     |
| 2010 | Nezapomeň na mě                                 | Aidan Hall      |                     |
| 2011 | Výřečnost                                       | Alex            |                     |
| 2011 | Northeast                                       | Patrick         |                     |
| 2012 | The Kitchen                                     | Kenny           |                     |
| 2015 | Chronic                                         | Greg            |                     |
| 2015 | Straight Outta Compton                          | Bryan Turner    |                     |
| 2015 | Sinister 2                                      | Dr. Stomberg    |                     |
| 2017 | Donekonečna                                     | Hal             |                     |
| 2017 | Belzebuth                                       | Ivan Franco     |                     |
| 2017 | Lost in Sound                                   |                 | krátkometrážní film |
| 2018 | Wanderland                                      | Alex            |                     |
| 2018 | Consent, a Short Comedy About a Serious Subject | Bill            | krátkometrážní film |
| 2019 | A Patient Man                                   | Aaron Clarke    |                     |

| Rok       | Název                            | Role                     | Poznámky                                     |
| --------- | -------------------------------- | ------------------------ | -------------------------------------------- |
| 2009      | Poslední cesta                   | A.V. Scott               | TV film                                      |
| 2009      | Zvláštní poldové                 | Mark Stanwood            | díl: „One Man Band“                          |
| 2009      | Zachraň mě                       | Saul                     | díl: „Jump“                                  |
| 2010      | Dobrá manželka                   | Tim Willens              | díl: „Infamy“                                |
| 2012      | Mrcha od vedle                   | Steven                   | 2 díly                                       |
| 2012      | Slunečno, místy vraždy           | Richard Oberman          | díl: „Close Encounters“                      |
| 2012      | Wolfpack of Reseda               | Ben March                | 6 dílů                                       |
| 2012–2014 | CollegeHumor Originals           | více rolí                | 4 díly                                       |
| 2013      | Agentura Jasno                   | Patrick Hess             | díl: „Juliet Wears the Pantsuit“             |
| 2014      | Námořní vyšetřovací služba L. A. | Ira Wells                | díl: „Zero Days“                             |
| 2014      | The Britishes                    | Max                      | 2 díly                                       |
| 2014      | Zkažená úča                      | Jerry                    | díl: „The Bottle“                            |
| 2014      | Živí mrtví                       | Alex                     | díly: „Porážka“ a „Terminus“                 |
| 2014      | Castle na zabití                 | Henry Wright             | díl: „Bezprostřední nebezpečí“               |
| 2014      | Famílie                          | Griffin                  | díl: „The Scale of Affection Is Fluid“       |
| 2015      | Ellen More or Less               | Brian                    | TV film                                      |
| 2015      | Aquarius: The Summer of Love     | Martin                   | limitovaný seriál, díl: „Charlie vs. Martin“ |
| 2015      | Nouzové přistání                 | Kameron                  | díl: „Kitchen Nightmare“                     |
| 2015      | The Mindy Project                | Rob Gurglar              | 4 díly                                       |
| 2015      | Teorie velkého třesku            | Mitchell                 | díl: „Vpád na Skywalkerův ranč“              |
| 2015–2016 | Quantico                         | Simon Asher              | hlavní role, 22 dílů                         |
| 2016      | Shameless                        | Chad                     | vedlejší role,6 dílů                         |
| 2016      | Vražedné Miami                   | Troy                     | díl: „Secrets and Silent Killers“            |
| 2016      | Černá listina                    | Miles McGrath            | díl: „Miles McGrath“                         |
| 2016–2017 | Adam Ruins Everything            | Vermont Lawmaker/inženýr | 2 díly                                       |
| 2017–2018 | The Brave                        | Noah Morgenthau          | hlavní role, 13 dílů                         |
| 2018      | Doktoři                          | Jason Thoms              | díl: „00:42:30“                              |
| 2018      | Smrtonosná zbraň                 | Daryl                    | díl: „A Game of Chicken“                     |
| 2019      | The Affair                       | Dashiell                 | díl 5.4                                      |

| Rok  | Název              | Role      | Poznámky |
| ---- | ------------------ | --------- | -------- |
| 2012 | Wolfpack of Reseda | Ben March | 6 dílů   |
| 2014 | The Britishes      | Max       | 2 díly   |